# Bracon sulcifrons
Bracon sulcifrons är en stekelart som beskrevs av Gaspard Auguste Brullé 1846. Bracon sulcifrons ingår i släktet Bracon och familjen bracksteklar. Inga underarter finns listade.